# Place de la Libération (Levallois-Perret)
Pour les articles homonymes, voir Place de la Libération.
La place de la Libération est un carrefour situé à Levallois-Perret, à la limite de Neuilly-sur-Seine.

## Situation et accès
Cette place forme le point de rencontre de la rue de Villiers, de la rue Paul-Vaillant-Couturier, du boulevard du Château et de la rue Greffulhe.

## Origine du nom
Cette place a ainsi été nommée en hommage à la Libération de la France en 1944.

## Historique

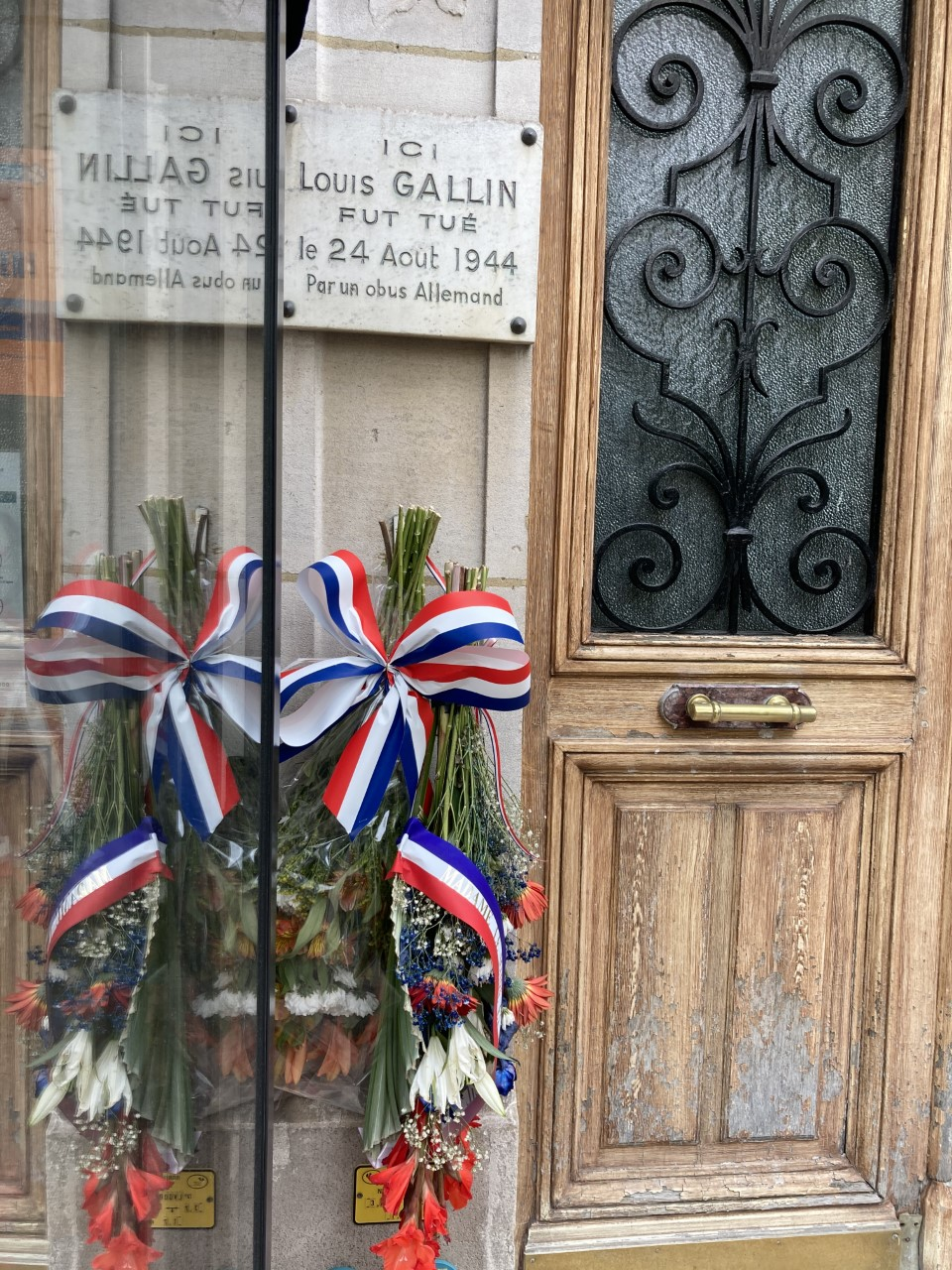
Plaque à la mémoire de Louis Gallin, tué le 24 août 1944.

La place de la Libération, était le centre du bourg de Villiers-la-Garenne,.
Le 24 août 1944, un obus allemand tombe devant le café « l’Ambassade d’Auvergne », tuant son propriétaire, Louis Gallin.
En 2003, lors de travaux sur la chaussée entrepris par Gaz de France, y ont été découverts des ossements d'enfants, enterrés à même le sol il y a plus de cent cinquante ans. Ils pourraient provenir de l'ancien cimetière de l'église Saint-Martin qui se trouvait à cet endroit avant la Révolution. La paroisse de Levallois dispose toujours de terrains à cet endroit.
La place a été réaménagée en 2019.

## Bâtiments remarquables et lieux de mémoire

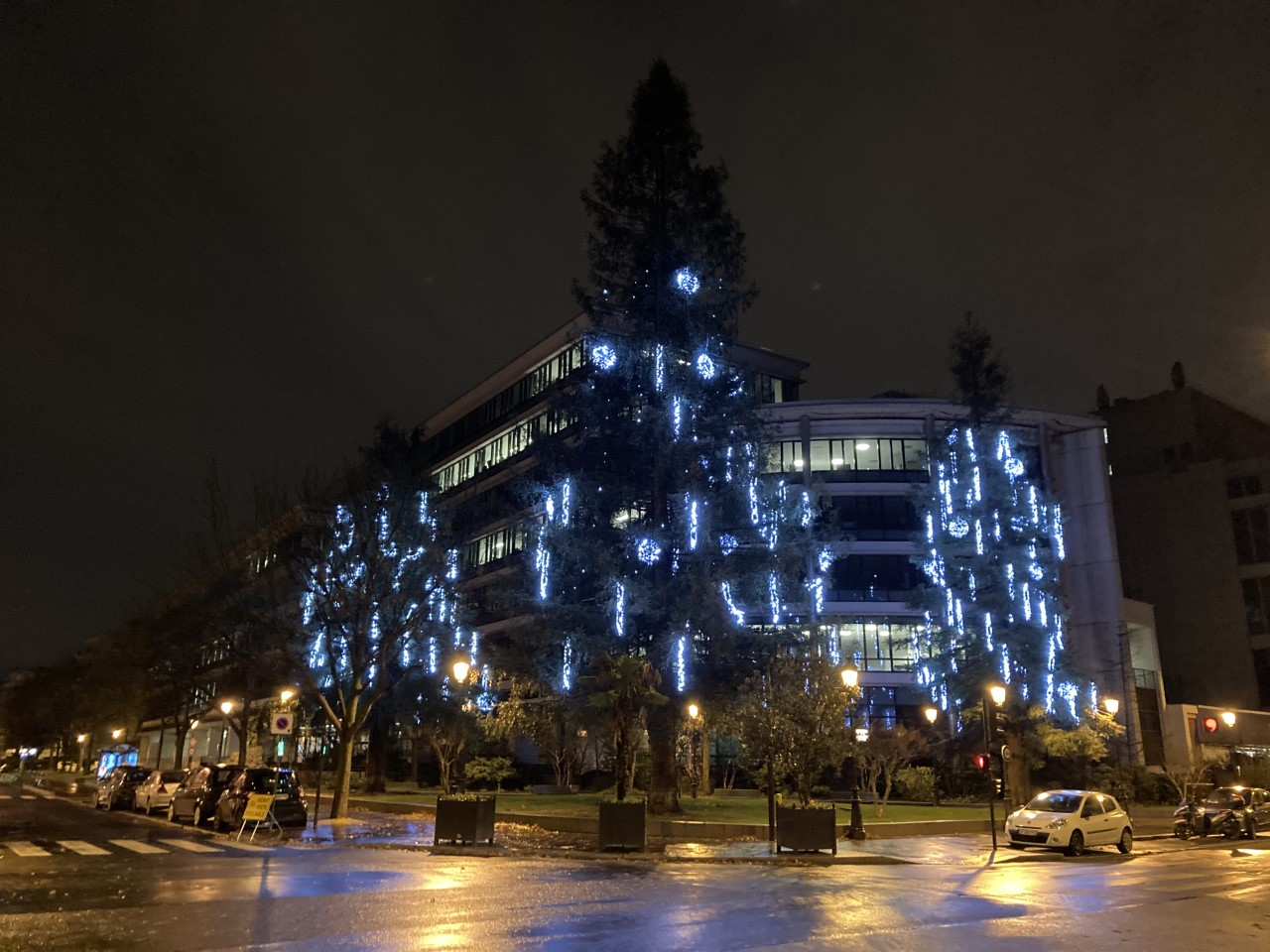
Place de la Libération, Noël 2020.

- Un bâtiment d'octroi est toujours présent.
- Direction générale de la Sécurité intérieure située à proximité.
  - Emplacement de l'ancienne église Saint-Martin, mentionnée en 1217 lorsque le hameau de Portus Lulliali est rattaché à Villiers-la-Garenne. Elle est unie au chapitre Saint-Honoré de Paris en 1432[7], par Jacques du Chastelier[8]. D'après l'abbé Lebeuf, elle est reconstruite en 1549[9]. L'église Saint-Martin-de-Villiers était de style roman avec transept et abside pentagonale, et entourée d'un cimetière[10]. Elle fut détruite en 1795.